# Freescale Semiconductor

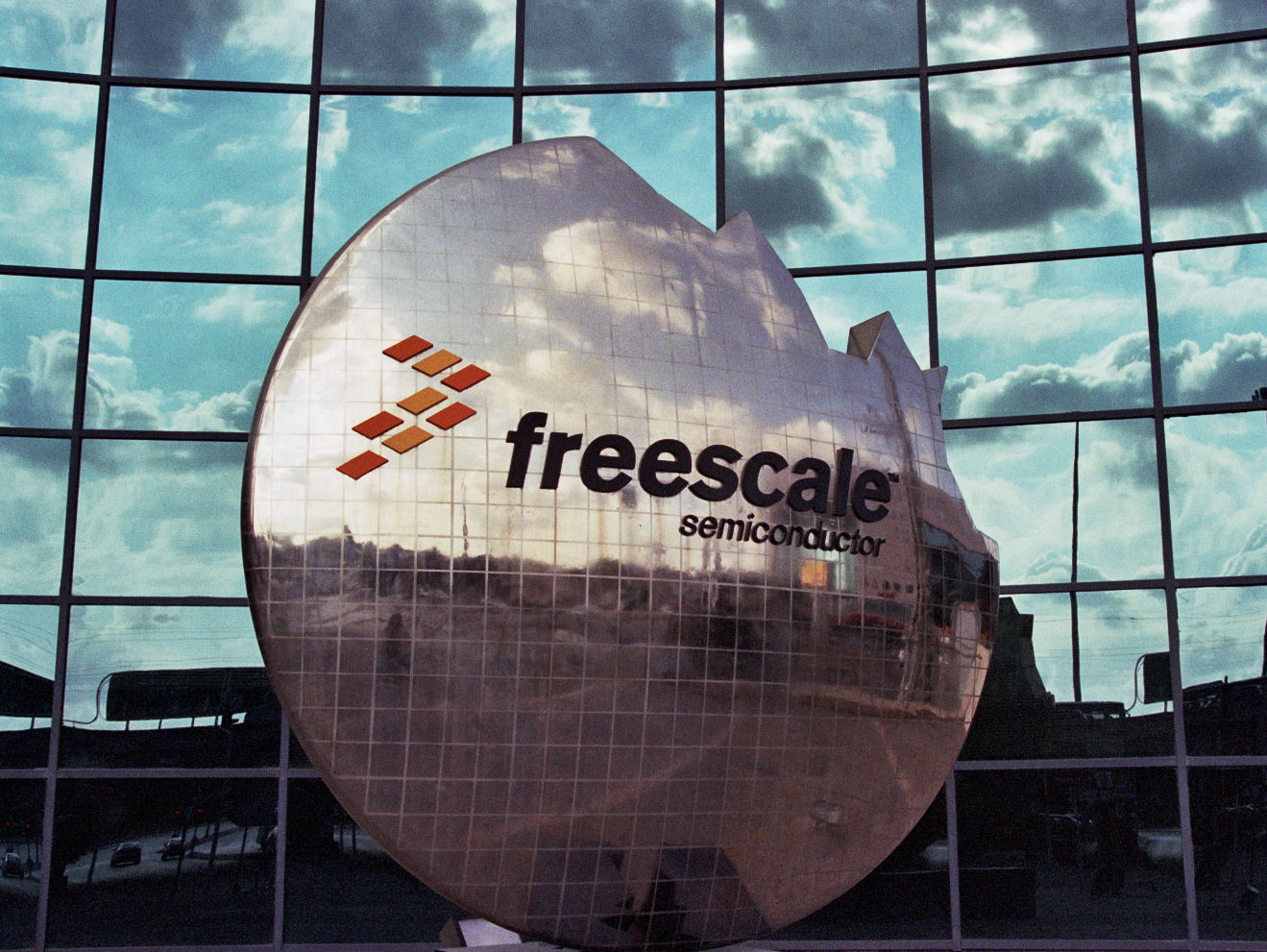
Freescale Semiconductor, Herzliya Pituah, Israel.

Freescale Semiconductor, Inc var ett amerikanskt företag som tillverkar halvledare. Företaget, en avknoppning från Motorola från 2004, har fokus på integerade kretsar och främst till inbyggda system. Freescale tillverkade även PowerPC-processorer till Apples datorer innan dessa gick över till Intel-baserade system.